# Alien: Isolation
Alien: Isolation este un joc survival-groază dezvoltat de The Creative Assembly și publicat de Sega pe 7 octombrie 2014. Este disponibil pe Microsoft Windows, Playstation 4, Xbox One, Playstation 3 și Xbox 360.

## Descriere
Evenimentele au loc la doisprezece ani după Alien(1979).Amanda Ripley,fiica lui Ellen Ripley,ajunge pe nava spațială Aniesidora,sperând să-și găsească mama.Dar nu știe că mama ei a supraviețuit după lupta cu extraterestrul ostil.Alături de Samuels și Nina Taylor ei trebuie să se ferească de creaturi înainte de a ajunge pradă lor.

## Versiunea din Alien(1979)
Dar poți juca și versiunea din filmul Alien(1979),în care tu ești Ripley,vezi ca echipajul a fost ucis,trebuie să detonezi nava și să ajungi la capsulă fără să fii ucis de monstru.Dacă reușești să faci toate acestea,la final asculți mesajul în care Ripley face raportul final al navei Nostromo și îi spune fiicei sale că va veni la ea.

## Actori
- Andrea Deck – Amanda Ripley (Voce)
  - Kezia Burrows – Amanda Ripley
- Anthony Howell – Christopher Samuels
- Emerald O'Hanrahan – Nina Taylor
- Jane Perry – Diane Verlaine
- Sigourney Weaver – Ellen Ripley
- Tom Skerritt – Dallas
- Yaphet Kotto – Parker
- Veronica Cartwright – Lambert
- Harry Dean Stanton – Brett
- William Hope-Waits
- Ian Holm-Ash
- John Hurt-Kane

## Personaje
- Amanda Ripley
- Christopher Samuels
- Nina Taylor
- Diane Verlaine
- Waits Marshall
- Ricardo
- Axel
- Catherine Foster
- Marlow
- Ellen Ripley
- Dallas
- Lambert
- Brett
- Ash
- Parker
- Kane
- Jana
- Sintetul rău

## Urmări
Se poate să apară Alien Isolaton 2.